# Aechmea fraudulosa
Aechmea fraudulosa é uma espécie do gênero Aechmea. Esta espécie é endêmica do estado da Bahia no Nordeste do Brasil.